# Александар IV Македонски
Александар IV Македонски (грч. Αλέξανδρος Δ΄ της Μακεδονίας) или Александар IV Ег (грч. Αλεξανδρος Аιγος; 323. п. н. е. — , 309. п. н. е.) је био син македонског краља Александра Великог и бактријске принцезе Роксане.
Након смрти Александра Великог 10. јуна 323. п. н. е, његов син се још није родио. С обзиром да наследник није био одређен, у Александровој војсци је избила побуна са циљем да се наследником прогласи Александров старији, незаконити и душевно слаби брат Филип III Аридеј. Командант коњице Пердика је, пак, хтео да царство наследи Александрово дете. На крају је постигнут споразум - Аридеј ће постати краљ под именом Филип III, али ће морати да деле престо ако Роксанино дете буде мушко. Када је Роксана у августу родила сина, он је проглашен краљем као Александар IV. У његово име је као регент завладао Пердика.
320. п. н. е. је Пердика убијен приликом покушаја да угуши побуну у Египту, а регент је постао Антипатер. Након Антипатерове смрти 319. п. н. е. је Полиперхон постао регент, на што је Антипатеров син Касандар покренуо побуну и успео постати регент 317. п. н. е. Пошто је сузбио неуспеле покушаје Филипа III да преузме власт, 309. п. н. е. је отровао Роксану и Александра како би спречио да преузму власт, односно угрозе његово регенство.
Смрћу Александра IV завршена 400-годишња владавина македонске Аргејске династије.